# Американский альянс музеев
Американский альянс музеев (англ. American Alliance of Museums, ранее назывался American Association of Museums, сокр. AAM) — некоммерческая организация США, которая объединяет музеи страны и помогает разрабатывать единые стандарты, способствует обмену знаниями, а также принимает решения по вопросам, представляющим интерес для всего музейного сообщества. Альянс стремится к тому, чтобы музеи оставались жизненно важной частью американского сообщества, соединяя людей с величайшими достижениями человеческого опыта, прошлого, настоящего и будущего.
На конференции Американского альянса музеев 2014 года Институт музейного и библиотечного обслуживания сообщил, что в США насчитывалось не менее 35 000 музеев.

## История и деятельность
21 декабря 1905 года в Национальном музее в Вашингтоне была проведена неофициальная встреча с «целью обсуждения целесообразности создания ассоциации музеев Америки». В 1906 году ассоциация была создана.
Штаб-квартира ассоциации была основана в Вашингтоне в 1923 году и находилась в здании Смитсоновского института.
В 1961 году ассоциацией был издан справочник музеев, куда вошло 4600 учреждений. В 1964 году музеи были включены в закон National Arts and Cultural Development Act, а в 1966 году был принят закон  National Museum Act. 
В 1969 году была принята программа аккредитации музеев США. В 1976 году был принят новый устав ассоциации. 
В 2012 году название организации было изменено на «Американский альянс музеев».
В настоящее время директором (президентом) альянса является Лаура Л. Лотт (Laura L. Lott), председателем совета директоров — Киппен де Альба Чу (Kippen de Alba Chu).
Альянс музеев проводит ежегодные конференции, последняя из которых состоялась в 2019 году.